# هیوبرت ای. کالدول
هیوبرت ای. کالدول (انگلیسی: Hubert A. Caldwell; ۲۶ دسامبر ۱۹۰۷ – ۹ اوت ۱۹۷۲) قایقران روئینگ اهل ایالات متحده آمریکا بود.